# Amorphoscelis nubeculosa
Amorphoscelis nubeculosa är en bönsyrseart som beskrevs av Werner 1908. Amorphoscelis nubeculosa ingår i släktet Amorphoscelis och familjen Amorphoscelidae. Inga underarter finns listade i Catalogue of Life.